# Championnat du Zimbabwe de football 2018
Navigation
Saison suivante Saison suivante
La saison 2018 du Championnat du Zimbabwe de football est la cinquante-sixième édition de la première division professionnelle au Zimbabwe à poule unique, la National Premier Soccer League. Dix-huit clubs prennent part au championnat qui prend la forme d'une poule unique où toutes les équipes se rencontrent deux fois au cours de la saison. En fin de saison, les quatre derniers du classement sont directement relégués et remplacés par les quatre vainqueurs des poules régionales de Division One.
C'est le FC Platinum qui remporte le championnat cette saison après avoir terminé en tête du classement final, avec treize points d’avance sur le Ngezi Platinum. C'est le deuxième titre de champion du Zimbabwe de l'histoire du club.

## Les clubs participants
- ZPC Kariba FC
- CAPS United
- Ngezi Platinum
- Bulawayo City FC
- Shabanie Mine FC
- Triangle FC
- Harare City FC
- FC Platinum
- Highlanders FC
- Dynamos FC Harare
- Yadah Stars FC
- Nichrut FC - Promu de Division One
- Black Rhinos FC
- Chicken Inn
- Bulawayo Chiefs - Promu de Division One
- Herentals FC - Promu de Division One
- Mutare FC - Promu de Division One
- Chapungu United

## Compétition
Le barème de points servant à établir le classement se décompose ainsi :
- Victoire : 3 points
- Match nul : 1 point
- Défaite : 0 point

### Classement
| Rang | Équipe            | Pts  | J  | G  | N  | P  | Bp | Bc | Diff |
| ---- | ----------------- | ---- | -- | -- | -- | -- | -- | -- | ---- |
| 1    | FC Platinum       | 78   | 34 | 24 | 6  | 4  | 52 | 14 | +38  |
| 3    | Ngezi Platinum    | 65   | 34 | 20 | 5  | 9  | 50 | 24 | +26  |
| 3    | Chicken Inn       | 57   | 34 | 15 | 12 | 7  | 42 | 26 | +16  |
| 4    | Triangle FCC      | 56   | 34 | 17 | 5  | 12 | 43 | 33 | +10  |
| 5    | Highlanders FC    | 51   | 34 | 14 | 9  | 11 | 34 | 30 | +4   |
| 6    | Herentals FC P    | 51   | 34 | 13 | 12 | 9  | 28 | 24 | +4   |
| 7    | Black Rhinos FC   | 49   | 34 | 12 | 13 | 9  | 38 | 30 | +8   |
| 8    | CAPS UnitedT      | 48   | 34 | 12 | 12 | 10 | 34 | 30 | +4   |
| 9    | Harare City FC    | 48   | 34 | 10 | 18 | 6  | 28 | 26 | +2   |
| 10   | ZPC Kariba FC     | 46-3 | 34 | 12 | 13 | 9  | 28 | 26 | +2   |
| 11   | Dynamos FC Harare | 42   | 34 | 10 | 12 | 12 | 28 | 37 | -9   |
| 12   | Yadah Stars FC    | 41   | 34 | 9  | 14 | 11 | 33 | 40 | -7   |
| 13   | Bulawayo ChiefsP  | 39   | 34 | 9  | 12 | 13 | 29 | 35 | -6   |
| 14   | Chapungu United   | 39   | 34 | 9  | 12 | 13 | 27 | 34 | -7   |
| 15   | Nichrut FCP       | 36   | 34 | 9  | 9  | 16 | 33 | 40 | -7   |
| 16   | Bulawayo City FC  | 32   | 34 | 9  | 5  | 20 | 33 | 43 | -10  |
| 17   | Mutare FCP        | 23   | 34 | 5  | 8  | 21 | 24 | 55 | -31  |
| 18   | Shabanie Mine FC  | 19   | 34 | 2  | 13 | 19 | 24 | 61 | -37  |

|  | Qualification pour la Ligue des champions 2019-2020                                 |
|  | Qualification pour la Coupe de la confédération 2019-2020                           |
|  | Relégation en deuxième division                                                     |
|  | T : Tenant du titre C : Vainqueur de la Coupe du Zimbabwe P : Promu de Division One |

- ZPC Kariba FC: trois points de pénalités.
- Triangle FC est qualifié pour la Coupe de la confédération en tant que vainqueur de la Coupe du Zimbabwe[1].

## Bilan de la saison
| Championnat du Zimbabwe de football 2018 |                        |
| Champion                                 | FC Platinum (2e titre) |
| Coupes et trophées                       |                        |
| Vainqueur de la Coupe du Zimbabwe 2018   | Triangle FC            |
| Qualifications continentales             |                        |
| Ligue des champions 2019                 | FC Platinum            |
| Coupe de la confédération 2018-2019      | Triangle FC            |
| Promotions et relégations                |                        |
| Promus en National Premier Soccer League | TelOne FC              |
| Promus en National Premier Soccer League | Manica Diamond         |
| Promus en National Premier Soccer League | Mushowani Stars        |
| Promus en National Premier Soccer League | Hwange                 |
| Relégués en Division One                 | Nichrut FC             |
| Relégués en Division One                 | Bulawayo City FC       |
| Relégués en Division One                 | Mutare FC              |
| Relégués en Division One                 | Shabanie Mine FC       |